# Rhetenor diversipes
Rhetenor diversipes là một loài nhện trong họ Salticidae.
Loài này thuộc chi Rhetenor. Rhetenor diversipes được Eugène Simon miêu tả năm 1902.